# Quadraceps latus
Quadraceps latus är en insektsart som först beskrevs av Nitzsch in Giebel 1866.  Quadraceps latus ingår i släktet Quadraceps, och familjen fjäderlöss. Arten är reproducerande i Sverige.